# Sicyos villosus
Sicyos villosus là một loài thực vật có hoa trong họ Cucurbitaceae. Loài này được Hook. f. miêu tả khoa học đầu tiên năm 1847.